# Clyde Harold Smith
Clyde Harold Smith (ur. 9 czerwca 1876, zm. 8 kwietnia 1940) – amerykański polityk związany z Partią Republikańską.
Od 1937 do śmierci w 1940 roku zasiadał w Izbie Reprezentantów Stanów Zjednoczonych jako przedstawiciel stanu Maine.
Po śmierci, w izbie reprezentantów zastąpiła go jego żona, Margaret Chase Smith.